# 別列濟尼基 (拉特涅區)
51°52′15″N 24°40′48″E / 51.87083°N 24.68000°E
別列濟尼基（烏克蘭語：Березники），是烏克蘭的村落，位於該國西部沃倫州，由科韋利區負責管轄，始建於1842年，面積0.56平方公里，海拔高度149米，2001年人口124，人口密度每平方公里222.22人。